# Perissus multifenestratus
Perissus multifenestratus är en skalbaggsart som först beskrevs av Maurice Pic 1926.  Perissus multifenestratus ingår i släktet Perissus och familjen långhorningar. Inga underarter finns listade i Catalogue of Life.